# Segway Inc.
Segway Inc. er en amerikansk producent af tohjulede personlige transportmidler, de kendes især for deres Segway PT og Segway miniPro. Virksomheden blev etableret af opfinder Dean Kamen i 1999 i Bedford, New Hampshire. Dean Kamen tog det første patent på et selvbalancerende transportmiddel i 1993. Segway Inc. blev i 2015 opkøbt af kinesiske Ninebot.